# Russisch-Turkse Oorlog (1828-1829)
De Russisch-Turkse Oorlog van 1828 tot 1829 was de achtste van de elf oorlogen tussen het Russische Rijk en het Ottomaanse Rijk van de 17e tot in de 19e eeuw.
De Griekse Onafhankelijkheidsoorlog was de oorzaak van de Russisch-Turkse oorlog van 1828 tot 1829. De directe aanleiding vormde de sluiting van de Dardanellen door sultan Mahmut II voor Russische schepen en het herroepen van het Verdrag van Akkerman uit 1826, uit boosheid over de deelname van de Russen aan de Slag bij Navarino.

## Gevechten

### Gevechten in de Balkan
Toen de strijd uitbrak, bestond het Russische leger uit 92.000 man, waar ongeveer 150.000 man (60.000 man infanterie en atillerie, 20.000 man cavalerie en 97.000 traditionele maar slecht getrainde soldaten) tegenover stonden voor het Ottomaanse leger, dat werd geleid door Hoessein Pasja. Het Ottomaanse leger was dus voor het grootste deel slecht getraind, wat later ook bleek tijdens gevechten.

#### Eerste aanvallen
Prins Peter Wittgenstein, de Russische opperbevelhebber, trok als eerste naar Walachije en veroverde zonder moeite Brăila en Boekarest. In juni 1828 trok een groot Russisch leger, onder leiding van tsaar Nicolaas I, over de Donau richting Dobroedzja. De Russen legden daarop een langdurig beleg rond de drie belangrijkste forten van Bulgarije, Sjoemen, Silistra en Varna, maar kwamen tegenover een onverwacht grote Ottomaanse overmacht te staan. Met hulp van de Zwarte Zeevloot, die onder leiding stond van Aleksej Greig, werd daarop eerst Varna veroverd op 29 september na de belegering van Varna. De belegering van Shumla vormde echter een groter probleem voor de Russen; het 40.000 man sterk Ottomaanse garnizoen was sterk in de meerderheid. Daarbij kwam dat de Ottomanen de Russen hadden weten af te snijden van hun provianden. De daarop ontstane hongersnood in het Russische kamp en de voortdurende ziekten eisten meer levens op dan de gevechten tijdens de oorlog.
Toen de winter kwam, was het Russische leger gedwongen om Shumla te verlaten en zich terug te trekken in Bessarabië. In februari 1829 werd de oude Wittgenstein, wiens voorzichtigheid grensde aan timiditeit, vervangen door de energiekere Anton von Diebitsch (Ivan Ivanovitsj), terwijl tsaar Nicolaas I het leger verliet en zich terugtrok naar zijn regeringszaken in Sint-Petersburg.

#### Slag bij Kjoelevtsja
Op 7 mei trok von Diebitsch opnieuw met 60.000 soldaten over de Donau en ging verder met de belegering van Silistra. Sultan Mahmut II zond daarop een 40.000 man sterke versterkingsmacht naar Varna om het te ontzetten, maar dit werd vernietigd door de Russen tijdens de Slag bij Kjoelevtsja op 30 mei. Dit wordt ook wel gezien als de beslissende slag van de oorlog, vermits een groot deel van de verdediging in de Balkan wegviel. Binnen een aantal weken viel daarop ook Silistra op 19 juni.

### Gevechten in Azië
Tegelijkertijd trok een Russisch leger onder leiding van Ivan Paskevitsj door de Kaukasus en veroverde Achaltsiche in het huidige Georgië met de Slag om Achaltsiche en Jerevan en Kars in Armenië. Vergezeld van de dichter Aleksandr Poesjkin veroverde hij daarop op 27 juni Erzurum in Noordoost-Anatolië, waarmee hij de 120e verjaardag van Poltava aankruiste.

### Veldtocht naar Constantinopel
Op 2 juli startte von Diebitsch een Russisch offensief over de Balkan, wat voor het eerst was in de Russische geschiedenis sinds de 10e-eeuwse veldtochten van knjaz Svjatoslav I van het Kievse Rijk. Een leger van 35.000 Russische soldaten trok over het gebergte en trok om het belegerde Shumla heen op weg naar het einddoel Constantinopel. Burgas werd op 12 juli veroverd en Ottomaanse versterkingen werden onderschept in de buurt van Sliven op 31 juli. Op 28 augustus was von Diebitsch opgetrokken tot op 68 kilometer van Constantinopel, wat paniek veroorzaakte in de straten van de stad.

## Vredesverdrag en gevolgen
Met een aanval op zijn hoofdstad in het verschiet zat er voor sultan Mahmut II niks anders op dan om vrede te vragen. Het resultaat was het Verdrag van Adrianopel (Edirne) op 14 september 1829. Hierbij kreeg Rusland de oostelijke oever van de Zwarte Zee en de Donaudelta. Bovendien moest het Ottomaanse Rijk de Russische soevereiniteit over Georgië en gedeelten van het huidige Armenië erkennen. Verder kreeg Servië autonomie en het Russische Rijk mocht Moldavië en Walachije tijdelijk bezetten, onder de waarborg van 'welvaart' en 'volledige vrijhandel' voor deze gebieden, totdat het Ottomaanse Rijk een grote schadeloosstelling had betaald aan het Russische Rijk.
Indirecte gevolgen waren de Griekse onafhankelijkheid van 1830, die werd ondertekend met het Verdrag van Londen door Groot-Brittannië, Frankrijk en het Russische Rijk.